# 공유가치창출
공유가치창출(公有價値創出, 영어: creating shared value, CSV)은 경제/사회적 조건을 개선하면서 동시에 비즈니스 핵심 경쟁력을 강화하는 일련의 기업 정책 및 경영활동을 의미한다. 하버드 비즈니스 스쿨의 마이클 포터와 FSG의 공동창업자 마크 R. 크레이머가 2006년 12월에 하버드 비즈니스 리뷰에 발표한 “전략과 사회: 경쟁 우위와 CSR 간의 연결 (영어 원제: Strategy and Society: The Link between Competitive Advantage and Corporate Social Responsibility)”에서 처음으로 등장한 개념이며, 2011년 1월에 발표한 “공유가치를 창출하라: 자본주의를 재창조하는 방법과 혁신 및 성장의 흐름을 창출하는 방법Creating Shared Value: How to reinvent capitalism — unleash a wave of innovation and growth”에서 본격적으로 확장된 개념이다.

## 이상적인 CSV의 조건
기업이 이상적인 공유가치를 창출하기 위해서는 다음과 같은 세 가지 조건을 충족해야 한다.
1. 제품과 시장에 대한 재구상: 기업은 시장에 더 나은 서비스를 제공하거나 새로운 시장을 창출하거나 혁신을 통해 비용을 낮춤으로써 사회적 요구를 충족시킬 수 있다.
2. 가치사슬의 생산성 재정의: 기업은 필수 천연 자원에 대한 집사(감시인)로서 활동하고, 경제와 사회 발전을 촉진시키면서 자원 투입과 분배의 양과 질, 비용 및 신뢰 등을 개선할 수 있다.
3. 지역 클러스터 구축: 기업은 사회와 동떨어져 혼자 영업 활동을 하지 않는다. 기업이 경쟁력을 확보하고 사회와 함께 성장하기 위해서 기업은 믿을 만한 지역 공급업체, 도로와 통신과 같은 인프라, 재능 있는 인력, 효과적이고 예측 가능한 제도 등과 함께 클러스터를 구축해야 한다.

## CSV 실행 프레임워크 10단계
FSG는 2011년 9월에 발표한 CSV 가이드라인인 “Creating Shared Value: A How-to Guide for the New Corporate (R)evolution”에서 기업이 CSV를 실행하기 위한 10단계의 프레임워크를 제시하였다. 10단계는 성격에 따라 비전(Vision), 전략(Strategy), 실행(Delivery), 성과(Performance)의 상위 카테고리로 다시 묶일 수 있다.
10단계 중 비전에 해당하는 단계는 ‘비전 통합’이다. 기업이 CSV를 추진하기 위해서는 핵심가치를 나타내는 명확한 CSV 비전을 제시해야 한다. 최고 경영자, 이사회 및 임직원 등 상위 관리자의 적극적인 의지와 통합적인 리더십이 중요하다.
전략에 해당하는 단계는 이슈 선정, 목표 설정이다. 기업이 해결하고자 하는 사회 이슈를 선정하기 위해서는 기업의 포지셔닝, 환경, 역량, 비용편익 및 성장 가능성 등 다양한 측면을 고려하여야 한다. 그리고 모호한 구호가 아닌 구체적인 수치와 방향을 제시하는 목표가 필요하다. 명확한 목표가 부과되어야 지만 세부적 사업 계획을 수립할 수 있고, 내외부의 책임감을 강화시킬 수 있다.
실행에 해당하는 단계는 자산 활용, 통합 관리, 파트너십이다. 기업은 기업 내 현금, 상품 및 서비스, 인력, 사회적 영향력 등의 자산을 CSV 계획 수립을 위해 적극적으로 활용해야 한다. 또한 CSR 내에서는 사회공헌팀이나 지속가능경영부서만 계획을 수립하였는데 CSV에서는 사내 다양한 부서 및 임직원이 함께 기획하고 실행할 수 있는 기업 문화와 관리 시스템이 필요하다. 그리고 기업 외부의 다양한 파트너 그룹과 효율적으로 협력할 수 있는 구조를 만들어야 한다.
성과에 해당하는 단계는 결과 측정, 학습 루프, 규모 확장, 의사소통이다. 사업 전반에 대한 정보뿐만 아니라 사업의 결과로 인한 사회적 변화를 체계적으로 관리해야 한다. 그리고 이러한 결과를 통해서 교훈을 습득하고, 습득한 교훈을 다시 시스템에 반영하여 프로젝트를 확대하여 공유 가치를 극대화한다. 마지막으로 전 과정을 통해 축적한 데이터와 결과를 지속가능보고서 이외의 다양한 수단과 매체를 통해 내부와 외부의 이해관계자들과 공유해야 한다. CSV는 그 누구보다도 임직원의 참여가 중요하기 때문이다.

## CSR과CSV의 차별점
두 개념이 '선행을 통하여 이롭게 한다'라는 동일한 배경을 가지고 있지만, 기업의 사회적 책임(CSR)은 공유가치창출(CSV)과는 다르다. ‘하버드 비즈니스 리뷰’ 지에 게재된 공유가치창출 기사의 공동저자인 마크 크레이머(Mark Kramer)는 "공유가치창출”이라는 자신의 블로그에서 두 개념간의 주요 차이점은 CSV는 가치를 창출하는 것인데 반해, CSR은 책임에 관한 것이라고 기술하고 있다. 이 개념이 "CSR의 새로운 확장 형태” 또는 "공유가치” 중 어느 것이든 간에, CSV는 이전의 CSR 활동과는 근본적으로 다르다.
CSR과 CSV의 결정적인 차이점은 비즈니스 연계에 있다. CSR은 시민의식과 자선활동을 동기로 가지고 있으며, 기업의 가치사슬상 존재하는 사회문제와 이와 관련된 이해관계자 이슈에 대응하는 활동을 의미한다. CSR을 위한 예산은 한정적이기 때문에 활동은 제한적일 수 밖에 없다. 한편으로는 CSR이 가지는 중요성이 증가하면서 기업들이 외부적으로 부여된 사회와 환경에 관한 기준을 준수하기 위해 비용을 추가로 지불하거나 사업상 제약을 떠안게 되는 경우가 발생했다.
반면 CSV는 기업의 이윤극대화를 위한 전략 내에 사회적, 환경적 가치를 통합하는 개념이다. 비용으로 인식되는 CSR과는 다르게 CSV는 기업의 사회•경제적 효용을 증가시키는 점에서 기업의 경쟁 우위를 위한 기회에 초점을 맞추고 있다. 그리고 CSV을 위해서는 기업 본연의 전략을 재창조해야 하므로 기업 전체의 조직과 예산이 투입되어야 한다. 저자들은 위 논문에서 공정무역의 사례를 통해 CSR과 CSV의 사례를 설명한다. 가난한 농부가 재배한 농작물에 제값을 쳐주는 공정무역은 CSR관점에서 빈곤을 해결하는 선행이라는 의미를 가지지만, 이는 현재의 파이를 재분배하는 것에서 그친다는 한계가 있다. 반면 CSV는 농법을 개선하고 농부를 위한 지역 협력과 지원 체계를 구축하는 방법으로 접근하여, 농부들이 더 효율적이고 지속가능한 방법으로 작물을 재배해 수확량과 품질을 개선하도록 도우면서 농가 소득에도 보탬이 된다.
이처럼 CSV는 CSR 개념이 변모, 확장되었다고 볼 수 있다. 기업의 책임은 전통적 CSR 1.0(단계: 방어, 자선, 홍보, 전략)으로부터 변형적 CSR2.0과 CSV와 유사한 CSR3.0으로 진화하였다.[10] CSR 재정립에 따른 단계적 발전으로 기업과 사회는 지속적이고도 공통적으로 사회적 문제를 극복할 수 있는 이론적 토대를 마련하였다. 자본주의가 성숙해짐에 따라, 전통적 CSR의 한계를 인식, 그로부터 탈출하여 경제와 사회적 발전에 도움이 되는 새로운 시장전략을 재구성하고 추진하는 것이야말로 기업의 책무이다.
CSV는 경쟁이 심한 자본주의 시장에서 기업이 살아남는 길을 제시한다는 점에서 CSR을 대체하는 개념이다. CSR은 사회적 압력에 의해 선행을 베풀고 이를 통한 기업평판 제고에 가치를 둠에 반해서, CSV는 수익극대화라는 경쟁세계에서 비용대비 경제적 사회적 편익 모두를 창출하는 것에 가치를 둔다. CSV는 외부요인에 이끌려가거나 CSR이 가지고 있는 재무예산의 제약을 떠나 내부적으로 형성된다. CSV가 출현하고 전 세계적인 호평을 받으면서, 기업들은 지속적인 성장이라는 자신들의 비전에 대하여 보다 숙고하기 시작했다.
하지만, 포터와 크레이머는 "CSR에 대한 과거 수십 년간의 학술토론 결과도 반영하지 못하고 또한 오늘날 실제 CSR 사용례의 대부분도 포착하지 못할 정도로 매우 특이하고 제한된 정도로만 CSR에 대해 이해하고 있을 뿐이라”고 비평가들은 주장한다. 현대적 CSR에 대한 이해보다는 저자의 헌신과 창의성 주장을 정당화하기 위하여 CSR은 고작 허수아비에 불과하다는 수사 정도로 보인다는 것이다.

## 사례
CJ Group
      국내 기업인 CJ그룹은 기업 내 주력사업인 식품, 엔터테인먼트, 미디어, 유통 등 부분에서 계열사별로 사업 내용의 특성에 맞는 CSV 프로그램을 진행해왔다. 이에 2015년 말 CSV 전담부서인       사회공헌추진단 부서를 독립적으로 개설해 기업의 CSV 행보를 강화하였다. 대표적으로 CJ오쇼핑은 CJ IMC라는 자회사를 설립해 국내 중소기업의 해외시장 진출을 적극 지원하고 있다. 기존 CJ의 글로벌 유통 채널을 활용해 국내의 경쟁력있는 중소기업의 제품을 외국 소비자에게 소개하는 플랫폼의 역할을 한다. 이를 통해 CJ 오쇼핑은 다양한 제품군을 확보할 수 있고, 국내 중소기업들은 해외시장 개척 기회를 얻을 수 있게 된다.  이 외에도 2014년 5월부터 KOICA(한국국제협력단)과 함께 베트남에서 베트남 농가의 안정적 수익 증대와 자생력 강화를 도와주는 CSV 프로그램을 진행함으로써 글로벌 CSV도 진행 중이다. '한국의 농가를 빈곤에서 탈출시킨 새마을 운동을 원용하여 '新새마을운동'라는 이름의 이 프로젝트는 베트남의 지역인 닌투언성 농가에 한국산 고추 종자와 효과적인 재배 기술 등을 전수한 뒤 지역 주민이 재배한 농산물을 사들여 원료로 활용한다는 구상이다. CJ제일제당이 가지고 있는 국내 및 베트남 시장 내 판로를 활용하여 기술 전수를 통한 생산량 증대가 소득으로 이어질 수 있도록 설계했다. 단순히 일시적 기부가 아니라, 빈곤에서 벗어날 수 있는 근본적인 해결책을 제공하겠다는 '글로벌 상생'의 모습에 집중하고 있다. 이 프로젝트에 대해 세계 빈곤 퇴치를 위한 비영리 단체 The Global Poverty Project(PTT)의 휴 에반스 대표는 “CJ가 펼치는베트남 새마을 운동처럼, 농가가 스스로 성장할 수 있도록 교육을 통해 생산성을 향상시키고 수익을 증대시킴으로써 장기적으로 절대 빈곤에서 벗어날 수 있도록 하는 활동은 빈곤 퇴치를 위한 좋은 사례”라고 언급하기도 했다.
 GE(제너럴 일렉트릭)의 에코매지네이션
제너럴 일렉트릭이 2005년 "에코이매지네이션”이라는 방향으로 사업계획을 전향적으로 수정한 것은 전력과 연료비, 탄소배출 저감을 위한 사회적, 국가적 요구에 따른 결과이었다.[40] G.E.는 환경분야 컨설팅기업 그린오더(GreenOrder)의 도움을 받아 자신들의 제품을 친환경적, 에너지 절감형으로 수정하는데 성공했다. 판매량은 2009년 180억$에 달하였고, 기업전체 매출이 향후 5년 동안 두 배 이상으로 성장할 것으로 예측하고 있다.
다우 애그로사이언스(Dow AgroSciences)
다우 애그로사이언스는 다우케미컬이 전액 출자한 기업으로서, 오메가-9이 풍부한 카놀라와 해바라기 식용유 생산 라인을 개발하여, 트랜스 지방은 전무하고 포화 지방도 최소화시켰다. 2005년 이후, 오메가-9 식용유는 북미지역 음식을 통하여 거의 수십억 파운드의 트랜스 지방과 2억 5천만 파운드의 포화지방을 몰아냈다.
네슬레(Nestle)
기업은 공동체 투자를 통하여 자신의 경쟁력 체제를 개선시킬 수도 있다. 예를 들어, 네슬레는 인도의 모가 우유구역(Moga Milk District) 농부들과 긴밀히 협력하여 지역의 사회기반시설에 투자하고 세계 최고수준의 기술을 이전하여 경쟁력있는 우유 공급망을 구축함으로써 의료개선, 양질의 교육제공과 경제발전을 동시에 이루었다.

## 비판
이코노미스트지는 CSV를 경험적 증거가 충분히 쌓이지 않은 ‘설익은’ 개념으로 치부하였다. 기업으로 하여금 기본 틀 너머를 보게 하는 CSV의 노력은 새로운 일이 아니라는 점은 주목할 만하다. 지적한대로, 공유가치와 제드 에머스(Jed Emerson)의 가치융합(Blended Value)에는 현저한 유사성이 있다. 마지막으로, 이코노미스트지는 CSV가 현행 기업운영 방식에 있어서 손에 잡히는 개선은 없는 "그냥 비현설적인 희망”이 아니냐고 묻는다. CSV에 쏟아지는 공통적인 비판은 기업이 취하여야 하는 선택간의 균형에 대해서 너무 경시한다는 점이다.
CSV 반대론자들은 ‘공유가치’라는 것은 이미 경제학의 기본전제라고 강조한다. 경제적 교환을 통하여 생산자와 소비자 간에 공유가치가 생겨난다. 고용주와 직원의 관계 또한 양자 간에 공유가치를 만들어내기도 하고, 존재하지 않을 수도 있다. 세금 납부에서는 물론 기업은 태생적으로 소비자와 노동자 간에 공유가치를 만들어낸다. CSV 반대론자들은 공유가치생성이라는 것이 기업의 사회적 책임이 실패한 자리에 대신 들어와 앉아 있는 개념일 뿐이라고 주장한다. 그와 같이, 기업 비평가들에 대한 새로운 형태의 유화책일 뿐이라는 것이다.

## 같이 보기
- 기업의 사회적 책임(CSR)